# Evangelina Carrozzo

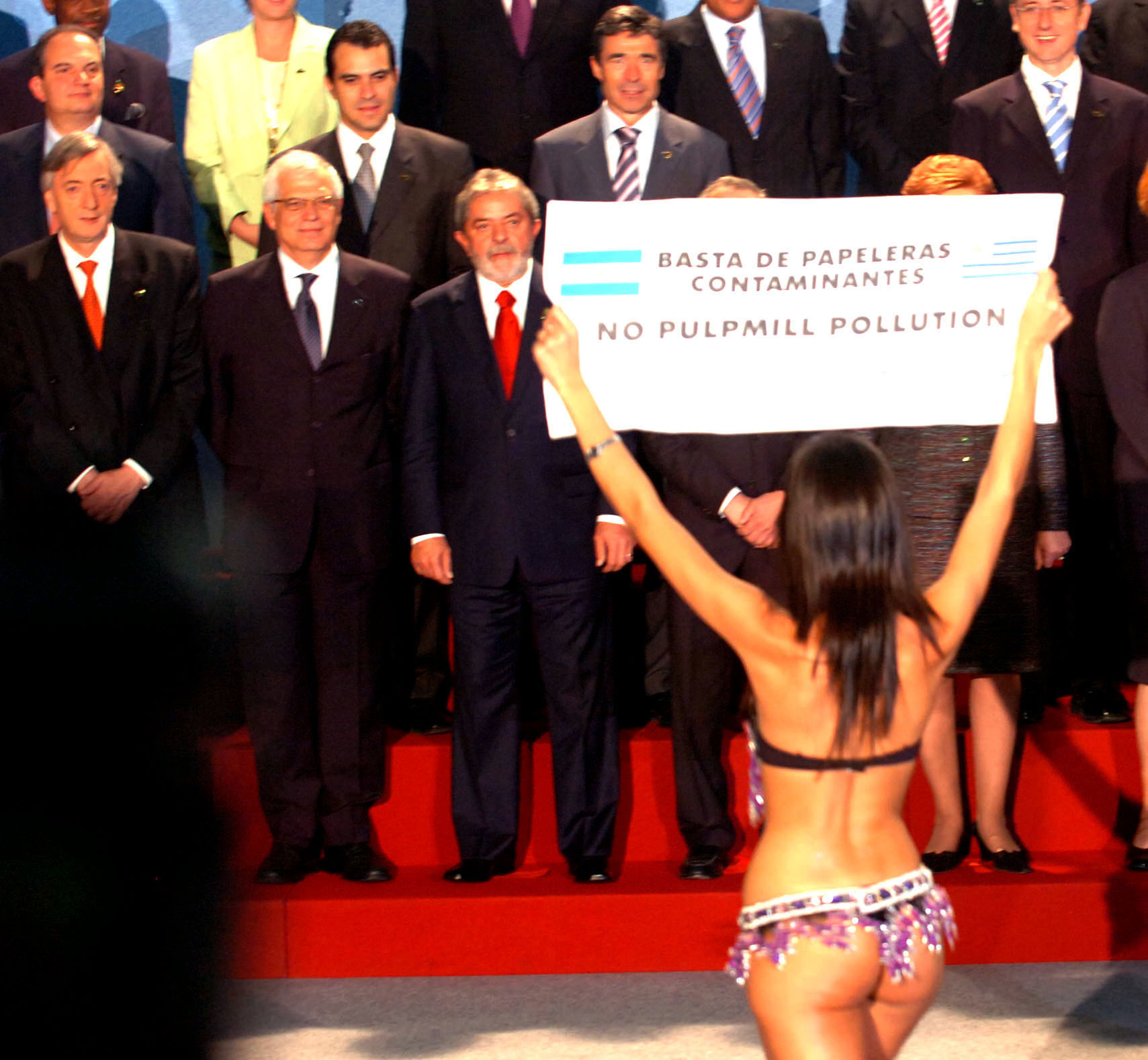
Carrozzo beim EULAK-Gipfel mit einem Umweltschutztransparent

Evangelina Carrozzo (* 1981) ist argentinische Karnevalskönigin des Jahres 2006 in ihrer Heimatregion, ein Model, eine Sängerin und Studentin der Ernährungswissenschaften.
Sie wuchs, gemeinsam mit ihren beiden Schwestern und ihrem Adoptivbruder, in Gualeguaychú an der Grenze zu Uruguay auf.
Sie machte am 12. Mai 2006 auf dem IV. EU-Lateinamerika-Karibik-Gipfel (EULAK) in Wien beim Abschlussfoto auf sich aufmerksam, als sie plötzlich beim gemeinsamen Gruppenfoto der Staats- und Regierungschefs mit einem Umweltplakat im Bikini vor den Fotografen stand. Sie protestierte für Greenpeace, welche ihre Reise finanzierte, gegen eine Papierfabrik an der argentinisch-uruguayischen Grenze.